# Samson (Film)
Samson ist ein polnisches Filmdrama von Andrzej Wajda aus dem Jahr 1961. Die deutsche Erstaufführung war erst am 6. November 1967 im Zweiten Deutschen Fernsehen. Das Drehbuch basiert auf einem Roman von Kazimierz Brandys, einer tiefgründigen psychologischen Studie eines Mannes, der in einem Streit versehentlich einen Kameraden tötet und inhaftiert wird. Mit dem Beginn des Zweiten Weltkrieges wird er freigelassen, um dann wiederum ins Warschauer Getto eingesperrt zu werden. Wieder entkommt er und findet sich selbst in der Falle, diesmal in einer Welt von Nicht-Juden, in der die Bedrohung allgegenwärtig ist.

## Handlung
Der Jude Jakob Gold studiert in der Zeit vor Ausbruch des Zweiten Weltkrieges an einer polnischen Universität. Dabei gerät er in Konflikt mit nationalen Studenten, die antisemitisch gesinnt sind. Bei einem Streit kommt einer seiner Kommilitonen durch seine Hand zu Tode, ohne dass Jakob schuldig ist. Als sich nach Verbüßung seiner Strafe die Gefängnistore für ihn öffnen, befindet sich Polen im Krieg und ist von der deutschen Wehrmacht besetzt. Diese hat die Juden im Warschauer Getto zusammengetrieben. Als Jakob dort wieder seine Mutter findet, ist sie bereits tot.
Jakob gelingt es, dem Getto zu entfliehen. Er hat jedoch Schwierigkeiten, sich in der „freien“ Welt zurechtzufinden. Zuflucht findet er zunächst bei Lucyna, einer Jüdin, die ihre Abstammung bisher erfolgreich verbergen konnte, dann bei dem alten Melina, mit dem er im Gefängnis die Zelle teilen musste. Überall plagen ihn jedoch die Zweifel, ob er sich dem Los seines Volkes entziehen darf. Nachdem er den alten Mann verlassen hat, muss er feststellen, dass das Warschauer Getto nicht mehr existiert. Daraufhin schließt sich Jakob einer Gruppe polnischer Widerstandskämpfer an und kommt mit ihnen zu Tode.

## Kritiken
„Ein erschütternder, dabei mitunter symbolisch verschlüsselter Film, der, ohne seinen Helden zu heroisieren, das Einzelschicksal mit dem Leidensweg des jüdischen Volkes in Beziehung setzt. Sorgfältig und diszipliniert in Inszenierung und Kameraarbeit“

„Sehr viel ernste Aufmerksamkeit verdient der polnische Beitrag Samson (nach einem Roman von Kazimierz Brandys). Der von Andrzej Wajda gedrehte Film, der das Schicksal der polnischen Juden in einer individuellen Geschichte widerspiegeln möchte, steht in der gleichen Tradition der Düsterkeit wie schon Wajdas Kanal: Die Wirklichkeit wird zum stilisierten Alptraum, zur Vision, die ein nicht mehr direkt ausdrückbares Grauen beschwört.“

„Wajdas Interesse geht über die reine Reportage hinaus. Er konzentriert sich auf die seelischen Probleme eines Menschen unter dem Druck einer unmenschlichen Zeit“

„Am Beispiel des jungen Jakob Gold blättert Andrzej Wajda das Schicksal der Warschauer Juden im letzten Kriege auf und setzt es in Beziehung zum 5000jährigen Leidensweg des jüdischen Volkes. Die manchmal stark symbolhafte Verschlüsselung des Themas macht den Film nur für reife Menschen verständlich.“